# 威金斯路口 (亞利桑那州)
威金斯路口（英語：Wiggins Crossing）是位於美國亞利桑那州可可尼諾縣的一個非建制地區。該地的面積和人口皆未知。

## 地理
威金斯路口的座標為34°31′00″N 110°59′18″W / 34.51667°N 110.98833°W，而該地的平均海拔高度為2061米（即6762英尺）。